# Біше-Ґах
Біше-Ґах (перс. بيشه گاه) — село в Ірані, у дегестані Зіябар, у Центральному бахші, шагрестані Совмее-Сара остану Ґілян. За даними перепису 2006 року, його населення становило 349 осіб, що проживали у складі 79 сімей.

## Клімат
Середня річна температура становить 14,05 °C, середня максимальна – 28,00 °C, а середня мінімальна – -0,95 °C. Середня річна кількість опадів – 793 мм.
| Клімат поселення                              | Клімат поселення | Клімат поселення | Клімат поселення | Клімат поселення | Клімат поселення | Клімат поселення | Клімат поселення | Клімат поселення | Клімат поселення | Клімат поселення | Клімат поселення | Клімат поселення | Клімат поселення |
| Показник                                      | Січ.             | Лют.             | Бер.             | Квіт.            | Трав.            | Черв.            | Лип.             | Серп.            | Вер.             | Жовт.            | Лист.            | Груд.            |                  |
| Середній максимум, °C                         | 8,82             | 9,24             | 11,88            | 17,62            | 22,18            | 25,11            | 28,00            | 27,59            | 24,00            | 20,94            | 16,54            | 12,10            |                  |
| Середня температура, °C                       | 3,94             | 4,36             | 7,00             | 12,73            | 17,28            | 20,23            | 23,65            | 23,23            | 19,66            | 16,60            | 12,18            | 7,74             |                  |
| Середній мінімум, °C                          | −0,95            | −0,54            | 2,12             | 7,85             | 12,40            | 15,34            | 19,30            | 18,87            | 15,30            | 12,24            | 7,83             | 3,40             |                  |
| Норма опадів, мм                              | 81               | 65               | 68               | 53               | 38               | 24               | 12               | 35               | 79               | 119              | 99               | 120              |                  |
| Середньомісячна швидкість вітру, м/с          | 2.30             | 2.40             | 2.40             | 2.30             | 2.30             | 2.60             | 2.55             | 2.40             | 2.20             | 2.03             | 1.94             | 2.00             |                  |
| Середньомісячна сонячна радіація, кДж/м²·день | 6861             | 9067             | 11189            | 15851            | 20146            | 22891            | 23729            | 20049            | 16416            | 11173            | 8551             | 6581             |                  |
| --------------------------------------------- | ---------------- | ---------------- | ---------------- | ---------------- | ---------------- | ---------------- | ---------------- | ---------------- | ---------------- | ---------------- | ---------------- | ---------------- | ---------------- |
| Джерело:                                      |                  |                  |                  |                  |                  |                  |                  |                  |                  |                  |                  |                  |                  |